# GPMI
General Purpose Media Interface (GPMI) és una interfície d'àudio/vídeo propietària per transmetre dades de vídeo sense comprimir i dades d'àudio digital comprimides o sense comprimir des d'un dispositiu font, com un controlador de pantalla, a un monitor d'ordinador, projector de vídeo, televisió digital o àudio digital.

## Especificacions
GPMI admet velocitats de transmissió de dades de fins a 144 Gbps, amb contingut de vídeo d'ultra alta definició com ara 8K a 120 fotogrames per segon. Pot alimentar dispositius amb fins a 480 W de potència. GPMI combina diversos tipus de senyal, com ara el flux d'informació, els senyals de control, la font d'alimentació i l'àudio/vídeo, en un sol cable, simplificant la connectivitat. Utilitza un canal d'interacció de banda lateral per reduir els temps d'activació del dispositiu a una quarta part dels de tecnologies comparables. GPMI permet la transmissió de vídeo bidireccional multicanal i la xarxa de malla. GPMI funciona en dos modes.
| Estàndard    | Ample de banda | Entrega d'energia | Notes                                                                                             |
| ------------ | -------------- | ----------------- | ------------------------------------------------------------------------------------------------- |
| GPMI tipus B | 192 Gbps       | 480W              | Utilitza un connector propietari.                                                                 |
| GPMI tipus C | 96 Gbps        | 240W              | Utilitza connector USB-C. El mateix límit de potència que l'estàndard EPR (Extended Power Range). |

Pel que fa a la seguretat, ofereix el protocol de protecció de contingut ADCP. GPMI va ser desenvolupat per la Shenzhen 8K UHD Video Industry Cooperation Alliance que inclou més de cinquanta empreses membres xineses, incloses Huawei, Skyworth i Hisense.